# 久保田裕美
久保田 裕美（くぼた ひろみ、9月26日 - ）は、日本のフリーアナウンサー。タイムリーオフィスに所属していた。

## 来歴
石川県出身。京都外国語大学外国語学部英米語学科卒業。
NHK福井放送局専属の契約キャスターを務めた後、千葉テレビの報道番組と情報番組に出演した。その後は福岡県へ転居し、コミュニティラジオ天神 (COMI×TEN) のパーソナリティを務めている。

## 担当番組
ラジオ番組のデータは、局アナnet（下記外部リンク節を参照）に掲載されているプロフィールからの参考。それ以外のデータは、タイムリーオフィス所属当時のプロフィールからの参考。

### テレビ番組
- ゆう☆YOU☆福井（NHK福井放送局） - キャスター
- ニュースファイルふくい（NHK福井放送局） - 街かど中継リポーター
- NEWS WAVE ちば（千葉テレビ） - キャスター
- 朝まるJUST（千葉テレビ） - リポーター

### ラジオ番組
- かぶきDOU（コミュニティラジオ天神）
- COMITEN LIVE（コミュニティラジオ天神）
- Buffet de COMITEN（コミュニティラジオ天神）
- WALKIN TENJIN（コミュニティラジオ天神）

### ネット配信番組
- タイムリースポーツチェック（@LIVING） - 格闘技担当